# Константин Георгиев Попов
Вижте пояснителната страница за други личности с името Константин Георгиев Попов.
Константин Георгиев Попов е български военен деец, журналист и поет.

## Биография
Константин Георгиев Попов учи във военната гимназия, а през 1905 година завършва Военното на Негово Величество Училище. След производството си минава в запаса и заминава да учи право в Русия.
През Първата световна война е мобилизиран в 23-ти пехотен Шипченски полк. Участва в победоносните сражения на 8-а пехотна Тунджанска дивизия на Македонския фронт при Равна, Вина и Лясковик, Ботум, Дрин и Струга. През 1918 г. подпоручик Константин Георгиев е демобилизиран.
След войната се занимава с активна журналистическа дейност, работи като счетоводител и преводач в българските легации в Париж и Брюксел. В Париж живее в средата на руската интелигенция и продължава своята литературна деятелност (поезия, преводи). В 1936 заминава за Чехословакия където заема мястото на вице-консул на България до смяната на режима. Отказва да положи клетва на комунистическото правителство и е осъден на смърт. В 1949 година избягва от Чехословакия и се заселва във Франция при дъщеря си Надежда и съпруга ѝ Борис Лоски. Умира в Тур (Ендр и Луар) на 16 февруари 1954.

## Наследство
През септември 1916 година на позициите по склоновете на Галичица при Охридското езеро подпоручик Константин Георгиев пише безсмъртните стихове на най-истинската българска войнишка песен Велик е нашият войник, а преподавателят по музика редник Михаил Шекерджиев създава нейната мелодия.
На 10 юни 2009 в Казанлък, в присъствието на министъра на отбраната Николай Цонев, бригаден генерал Кольо Минев – командир на 61-ва стрямска механизирана бригада, старозагорския митрополит Галактион и др. тържествено е открита паметна плоча, посветена на подпоручик Константин Георгиев – автор на марша „Велик е нашият войник“, и на композитора Михаил Шекерджиев. С тържествен военен церемониал е открита паметната плоча и е преименуван площад на името на подпоручик Константин Георгиев. Пред входа на казармите на 61-ва стрямска механизирана бригада вече са поставени и табели с името на площад „Подпоручик Константин Георгиев“.